# Sergio Goretti
Sergio Goretti (* 2. April 1929 in Città di Castello, Provinz Perugia, Italien; † 22. Juni 2012 in Assisi) war Bischof von Assisi-Nocera Umbra-Gualdo Tadino.

## Leben
Sergio Goretti studierte Philosophie an den Priesterseminaren in Città di Castello und Assisi sowie Katholische Theologie und Rechtswissenschaften am Päpstlichen Römischen Priesterseminar in Rom. Er empfing am 5. April 1953 in der Kathedrale von Città di Castello die Priesterweihe. Er war Pfarrer in Città di Castello und Vikar der Jugend der Katholischen Aktion sowie Religionslehrer an Gymnasien der Stadt. 1955 wurde er für die Römische Kurie tätig und war in der Kongregation für den Klerus für katechetische Fragen zuständig sowie Sekretär des Internationalen Rat für die Katechese. Von 1955 bis 1960 war er Privatsekretär des Präfekten, Kardinal Pietro Ciriaci. Er war einer der Mitbegründer des „Centro Studentesco Romano“. Von 1960 bis 1980 arbeitete er als Synodalrichter im Diözesangericht der Region Latium mit Sitz in Rom. Von 1972 bis 1980 war er Professor an der Päpstlichen Salesianer-Universität. Er war Mitarbeiter verschiedener Zeitschriften und Zeitungen.
Papst Johannes Paul II. ernannte ihn am 14. Dezember 1980 zum Bischof von Assisi sowie zugleich zum Bischof von Nocera Umbra-Gualdo Tadino und spendete ihm am 6. Januar 1981 im Petersdom die Bischofsweihe; Mitkonsekratoren waren Erzbischof Giovanni Canestri, Weihbischof in Rom, und Belchior Joaquim da Silva Neto CM, Bischof von Luz.
Mit der Vereinigung der Bistümer Assisi und Nocera Umbra-Gualdo Tadino am 30. September 1986 zum Bistum Assisi-Nocera Umbra-Gualdo Tadino wurde er dessen erster Bischof.
Sergio Goretti war von 1992 bis 1997 Mitglied des Päpstlichen Rates für den Interreligiösen Dialog und war von 1990 bis 2005 Präsident des Sekretariats der italienischen Bischofskonferenz für Ökumene und Dialog. Er war von 1990 bis 1995 Mitglied des Ständigen Rates der CEI und von 1996 bis 2005 Präsident der Bischofskonferenz von Umbrien. Er engagierte sich für die Bevölkerung nach dem schweren Erdbeben in Umbrien und den Marken im Jahre 1997, insbesondere auch für den Wiederaufbau der beschädigten Basilika San Francesco in Assisi.
Am 19. November 2005 nahm Benedikt XVI. seinen altersbedingten Rücktritt an.